# Extracorporale cardiopulmonale reanimatie
Extracorporale cardiopulmonale reanimatie (ECPR) is een vorm van cardiopulmonale reanimatie (CPR) waarbij het bloed van de patiënt door een machine buiten het lichaam wordt geleid en van zuurstof wordt voorzien. Een draagbaar extracorporeel membraanoxygenatie-apparaat (ECMO) wordt gebruikt als aanvulling op standaard reanimatie. Bij patiënten met een hartstilstand die niet reageren op conventionele reanimatie worden percutane katheters ingebracht in de vena femoralis en arteria femoralis. ECPR kan de cerebrale doorbloeding beter handhaven dan alleen externe borstcompressies.   Door een ECMO-apparaat aan te sluiten bij een patiënt met een cardiovasculaire collaps kunnen artsen de orgaanperfusie behouden en tegelijkertijd beoordelen of de oorzaak van de collaps kan worden verholpen. Het doel is de overleving op lange termijn en de neurologische functies te verbeteren.

## Concept
Net als bij een electieve cardiopulmonale bypass, gebruikt bij openhartoperaties, kan met een ECMO-apparaat de oxygenatie en doorbloeding worden behouden bij patiënten met een cardiovasculaire collaps. Bij een hartstilstand houdt ECPR in dat via percutane canulatie een katheter wordt ingebracht in de vena femoralis en arteria femoralis, waarna het apparaat wordt geactiveerd en de circulatie op peil houdt totdat herstel optreedt.
De gedachte achter deze invasieve aanpak is dat het kunstmatig herstellen van zuurstofvoorziening en orgaanperfusie artsen meer tijd geeft om de oorzaak van de hartstilstand of refractaire shock aan te pakken en te behandelen. Het is aangetoond dat de kans op het terugkeren van een spontane circulatie, en later ontslag uit het ziekenhuis, sterk afneemt na tien minuten reanimatie. Zodra de circulatie is hersteld, kan de patiënt worden overgebracht naar voorzieningen zoals een hartkatheterisatiekamer of een intensivecareafdeling voor verder onderzoek en behandeling.
Extracorporele life support (ECLS)-systemen verschillen van de traditionele, in de operatiekamer gebruikte hart-longmachines doordat ze draagbaar zijn en gebruikmaken van percutane toegang in plaats van chirurgisch geplaatste katheters in een geopende borstkas. De eerste toegang wordt verkregen via de vena femoralis in de lies en wordt opgeschoven naar het rechter atrium. De tweede lijn wordt ingebracht in de ipsilaterale of contralaterale arteria femoralis en doorgeschoven naar de distale aorta. Niet-geoxygeneerd bloed wordt uit het rechter atrium onttrokken, door het ECLS-apparaat geleid en daar van zuurstof voorzien. Vervolgens wordt het als retrograde stroom teruggevoerd naar de distale aorta.